# Gaspar Sentiñon Cerdaña
Gaspar Sentiñon Cerdaña (Barcelona, ca. 1835 - 12 de desembre de 1902) fou un metge català, destacat militant de la FRE de l'AIT. Des de l'edat de sis anys residí a Alemanya. El 1869 participà a Barcelona en les reunions, amb Giuseppe Fanelli, que promogueren la creació de la FRE de l'AIT. S'adherí a l'Aliança Internacional de la Democràcia Socialista liderada per Mikhail Bakunin, amb el qual va mantenir una ferma amistat. El setembre del mateix any assistí a Basilea (Suïssa) al 4t congrés de l'AIT, representant el Centre Federal de Societats Obreres de Barcelona i la secció local de Ginebra de l'AIT. Impulsà l'Associació Lliure-Pensadora de Barcelona i el seu òrgan de premsa el setmanari La Humanidad (1870).
Participà en el primer Congrés obrer espanyol celebrat a Barcelona del 19 al 26 de juny de 1870 en el que es va constituir la FRE de l'AIT. Com a element destacat entre els internacionalistes fou empresonat el juny de 1871 i alliberat el setembre del mateix any. Se li atribuïa haver signat el Manifiesto de algunos partidarios de la Commune a los poderosos de la tierra, document que havia estat signat pels internacionalistes Anselmo Lorenzo, Francisco Mora i Tomás González. El desenllaç de la Comuna de París i les freqüents vagues de Barcelona, que ell considerava negatives per al desenvolupament de la FRE de l'AIT, el van portar a trencar la militància activa en la Internacional. Després va mantenir contactes amb el Club dels Federalistes que lideraven Valentí Almirall i Francesc Pi i Margall. Va contribuir a la difusió de la informació mèdica traduint treballs i notícies de l'alemany, anglès, francès, italià, grec, llatí, romanès i sànscrit. Col·laborà a El Estado Catalán, Acracia, El Productor, La Humanidad, Revista de ciencias médicas i La Luz.
Mor a l'edat de 67 anys Barcelona casat amb Maria de Gatell.

## Obres
- Ciencia y naturaleza. Ensayos de filosofía y de ciencia natural traducció de l'alemany de Ludwig Büchner (1873)
- La hija del rey de Egipto, traducció de l'egiptòleg alemany Georg Moritz Ebers.
- La digestión y sus tropiezos (1880)
- El cólera y su tratamiento (1883)
- La viruela y su tratamiento curativo, preservativo y exterminativo (1884)